# Thank ABBA for the Music
«Thank ABBA for the Music» — попурри, состоящее из песен, первоначально исполненных группой ABBA. В записи данной композиции приняли участие исполнители Тина Казинс, Билли Пайпер, Steps, Cleopatra и B*Witched. Высшей позицией песни в UK Singles Chart стала № 4 в апреле 1999. Первоначально попурри было исполнено во время церемонии вручения BRIT Awards (1999), а релиз совпал с премьерой известного мюзикла на основе песен ABBA, Mamma Mia!.
Попурри состоит из песен:
- «Take a Chance on Me»
- «Dancing Queen»
- «Mamma Mia»
- «Thank You for the Music»

## Список дорожек
1. «Thank ABBA for the Music» [Radio Edit] — 4:07
2. «Thank ABBA for the Music» [TTW 12" Remix] — 6:33
3. «Thank ABBA for the Music» [Karaoke] — 4:10

### Чарты
| Чарт (1999)               | Высшая позиция |
| ------------------------- | -------------- |
| UK Singles Chart          | 4              |
| Irish Singles Chart       | 5              |
| New Zealand Singles Chart | 6              |
| Australian Singles Chart  | 9              |
| Netherlands Singles Chart | 14             |
| Swedish Singles Chart     | 17             |